# Gorišnica
Gorišnica je vesnice ve Slovinsku. Je správním centrem občiny Gorišnica. Nachází se v Podrávském regionu. V roce 2014 zde žilo 799 lidí.

## Poloha,popis
Leží v nížině zvané Ptujsko polje, mezi městy Ptuj a Ormož, v nadmořské výšce 210 m. První písemná zmínka o Gorišnici je již v roce 1235. Kostel sv. Margarety byl postaven již v roce 1391. Významnou památkou lidové architektury v Gorišnici je Dominkova usedlost z 18. století, která byla rekonstruována v 19. století a je jednou z nejvýznamnějších památek v okolí.
Gorišnica je rodištěm spisovatele a překladatele Vida Rižnerja.